# جيسيكا ماتيوس غاليانو
جيسيكا ماتيوس غاليانو (بالهولندية: Jessica Gal)‏ هي طبيبة هولندية، ولدت في 6 يوليو 1971 في أمستردام في هولندا.

## وصلات خارجية
- الموقع الرسمي
- جيسيكا ماتيوس غاليانو على موقع JudoInside.com (الإنجليزية)
- جيسيكا ماتيوس غاليانو على موقع AllJudo.net (الفرنسية)
- جيسيكا ماتيوس غاليانو على موقع اللجنة الأولمبية الدولية (الإنجليزية)
- جيسيكا ماتيوس غاليانو على موقع أوليمبيديا (الإنجليزية)
- جيسيكا ماتيوس غاليانو على موقع IMDb (الإنجليزية)